# Leprous
Leprous és un grup noruec de metal progressiu format l'any 2001 a Notodden. Van guanyar notorietat com a banda d'acompanyanment als àlbums d'estudi del cantant i guitarrista d'Emperor Ihsahn. Per la seua banda, Ihsahn ha contribuït en diversos àlbums de Leprous com a vocalista (a "Thorn" de l'àlbum Bilateral i "Contaminate Me" de Coal) i com a co-productor en Coal.

## Biografia
Després d'haver publicat dues demos amb una formació relativament inestable, la formació de la banda es va consolidar al mateix temps que gravaven el seu àlbum debut, Tall Poppy Syndrome, en agost de 2008. El segell estatunidenc Sensory Records va signar amb la banda i va publicar l'àlbum en maig de 2009. Alex Henderson d'Allmusic va lloar l'àlbum debut del grup per no inspirar-se únicament en clàssics del rock progressiu i el power metal (com fan molts grups de metal progressiu) mesclant la influència de clàssics com Pink Floyd i King Crimson amb la de grups de metal alternatiu com Tool.
L'àlbum va rebre crítiques positives, mentrestant la banda va guanyar fama com la banda en directe de l'ex-vocalista d'Emperor, Ihsahn, la dona del qual és la germana del vocalista de Leprous, Einar Solberg. En 2010, Leprous va actuar al ProgPower USA i al ProgPower Europe, i més tard van acompanyar Therion en la seua gira europea. Després de girar amb Therion, van anunciar que el baixista Halvor Strand havia abandonat Leprous, sent reemplaçat per Rein Blomquist.
A finals de febrer de 2011 van anunciar que havien signat amb InsideOut Music, segell associat amb Century Media, cosa que els permetia distribuir els seus discos arreu del món. El debut de Leprous amb aquest segell, Bilateral, va ser publicat el 24 d'agost de 2011. La portada del disc va ser obra del surrealista estatunidenc Jeff Jordan i del dissenyador espanyol Ritxi Ostáriz. A més a més, l'àlbum conté una col·laboració en les veus d'Ihsahn i una col·laboració amb trompetes de Vegard Sandbukt.
El 20 de maig de 2013, Leprous va publicar Coal. El cantant Einar Solberg el descriu com "un disc més obscur i melancòlic que Bilateral, més juganer. Amb obscur, no vull dir més agressiu, sinó més greu. Encara hi ha una gran varietat en la dinàmica, però no hi ha salts entre diferents estats d'ànim dins d'una mateixa cançó".

## Membres

### Membres actuals
- Einar Solberg - cantant, teclista (2001-present)
- Tor Oddmund Suhrke - veu, guitarra (2001-present)
- Øystein Landsverk - guitarra, cors (2004-present)
- Tobias Ørnes Andersen - bateria (2007-present)

### Membres antics
- Stian Lonar - baix (2001-2002)
- Esben Meyer Khristensen - guitarra (2001-2003)
- Kenneth Solberg - guitarra (2001-2003, 2003-2004)
- Truls Vennman - bateria (2001-2005)
- Halvor Strand - baix (2002-2010)
- Tor Stian Borhaug - bateria (2005-2007)
- Rein Blomquist - baix (2010-2013)
- Martin Skrebergene - baix (2013-2015)

## Discografia

### Àlbums d'estudi
- Tall Poppy Syndrome (2009)
- Bilateral (2011)
- Coal (2013)
- The Congregation (2015)
- Malina (2017)
- Pitfalls (2019)
- Aphelion (2021)
- Melodies of Atonement (2024)

### Demos
- Silent Waters (2004)
- Aeolia (2006)